# Roman Sadziński
Roman Sadziński (ur. 9 sierpnia 1946) – polski językoznawca, filolog germanista, nauczyciel akademicki, leksykograf, profesor zwyczajny nauk humanistycznych.

## Życiorys
W 1969 r. jako absolwent pierwszego rocznika po reaktywacji germanistyki (1964) złożył i obronił pracę magisterską napisaną pod kierunkiem profesora Mariana Adamusa (Uniwersytet Wrocławski) pt. Kontrastive Analyse konsonantischer Phoneme im Deutschen und Polnischen, tym samym ukończył studia filologii germańskiej na Uniwersytecie Łódzkim. W latach 1974–1977 odbywał studia na Uniwersytecie Karola Marksa w Lipsku, gdzie pod opieką profesora Gerharda Helbiga pracował nad rozprawą doktorską pt. Die Artikelkategorie im Deutschen und deren Äquivalenzstruktur im Polnischen. Stopień doktora uzyskał w 1978 r. Studia doktoranckie odbyte w „ostoi walencji” odcisnęły piętno na kierunku zainteresowań badawczych młodego doktora. Widoczne stały się one w kolejnych pracach i publikacjach. W latach 1985–1986 jako stypendysta Fundacji Aleksandra Humboldta na Uniwersytecie w Pasawie, pozostając właśnie w tematyce walencji, pod okiem profesora Hansa-Wernera Eromsa napisał rozprawę habilitacyjną pt. Statische und dynamische Valenz. Probleme einer Valenzgrammatik Deutsch-Polnisch, na podstawie której w 1988 r. uzyskał stopień doktora habilitowanego. Publikacja ta wydana w Hamburgu w 1989 r. zyskała uznanie niemieckich i polskich germanistów i do dziś jest ceniona i często cytowana. Pionierskie przypisanie właściwościom walencyjnym atrybutów ‘statyczny’ i ‘dynamiczny’ w bardzo konkretny i adekwatny sposób przedstawia specyfikę tego zjawiska i otwiera językoznawstwo na nowy kierunek badań.
Od 1990 r. był profesorem nadzwyczajnym Uniwersytetu Łódzkiego, a od postanowienia z 18 listopada 2002 r. profesorem tytularnym nauk humanistycznych. 10 grudnia otrzymał nominację profesorską z rąk prezydenta Rzeczypospolitej Polskiej Aleksandra Kwaśniewskiego.
1 kwietnia 2007 r. został mianowany profesorem zwyczajnym.
W latach 1990–1993 pełnił funkcję prodziekana Wydziału Filologicznego UŁ. Od 1993 do przejścia na emeryturę w 2016 r. był kierownikiem Katedry Językoznawstwa Niemieckiego i Stosowanego, a od 2000 r. kierownikiem Zakładu Językoznawstwa Niemieckiego.
Przez dwie kadencje był członkiem Uniwersyteckiej Komisji Akredytacyjnej UKA.
- 1990: profesor nadzwyczajny
- 1990–1993: prodziekan Wydziału Filologicznego UŁ
- 1993–2016: kierownik Katedry Językoznawstwa Niemieckiego i Stosowanego
- 2000–2016: kierownik Zakładu Językoznawstwa Niemieckiego
- 2007: profesor zwyczajny[1]

Jest żonaty, ma syna (również germanistę) i dwie wnuczki.

## Badania naukowe i osiągnięcia dydaktyczne
Zainteresowania badawcze oscylują wokół teorii walencji, gramatyki kontrastywnej niemiecko-polskiej, gramatyki historycznej, leksykologii i leksykografii, a także sztuki tłumaczenia (również literatury pięknej). Jako oddany pracownik Uniwersytetu Łódzkiego wypromował 13 doktorów i ponad 150 magistrów. Jest autorem / współautorem słowników relacji polsko-niemieckiej.

## Ważniejsze publikacje
- Statische und dynamische Valenz. Probleme einer Valenzgrammatik Deutsch-Polnisch. books.google.pl. [zarchiwizowane z tego adresu (2016-12-20)]. Helmut Buske Verlag, Hamburg 1989.
- Die Kategorie der Determiniertheit und Indeterminiertheit im Deutschen und im Polnischen, Wydawnictwo WSP w Częstochowie, Częstochowa 1995.
- Diathesen und Konversen.In: Ágel V., Eichinger L. M., Eroms H. W., Hellwig P., Heringer, H.-J., Lobin H. (Hrsg.), Dependenz und Valenz – ein internationales Handbuch der zeitgenössischen Forschung, Bd.2, Berlin, New York, s. 963–973.
- Deutsch-polnische kontrastive Grammatik, Bd. 1/2 Julius Groos Verlag, Heidelberg 1999 / PWN, Warszawa 2000 / [wersja poszerz.] Georg Olms Verlag, Hildesheim et al. 2012 [współautor].
- Miniwörterbuch Deutsch-Polnisch/Polnisch-Deutsch, Harald G Dictionaries, Warszawa 1997,  2000 (2. wyd.) / 2002 (3. wyd)  [współautor].
- Słownik przysłów, czyli 330 przysłów i powiedzeń w ośmiu językach – polskim, francuskim, angielskim, hiszpańskim, łacińskim, niemieckim, rosyjskim i włoskim, Harald G Dictionaries, Warszawa. 1997,  2000 (2. wyd.) [współautor].
- Polsko-niemiecki słownik tematyczny. Harald G Dictionaries, Warszawa 1998,/ 2003 (2. poszerz. wyd..)[4].
- Nowy słownik niemiecko-polski / polsko-niemiecki, Harald G Dictionaries, Warszawa 2002 [współautor].
- Nowy niemiecko-polski słownik idiomów i zwrotów, Harald G Dictionaries, Warszawa 2003 [współautor].
- Słownik niemiecko-polski/polsko-niemiecki + idiomy i gramatyka, Harald G Dictionaries, Warszawa 2003,/ 2005 (2. wyd.) / 2007 wznowienie); 2008 / 2010  [współautor].
- Deutsch-polnisches Wörterbuch, Ismaning: Max Hueber Verlag 2007 [współautor].
- Online-Wörterbuch der Idiome Deutsch-Polnisch/Polnisch-Deutsch [współautor i konsultant projektu pod kierunkiem Prof. R. Lipczuka (Uniwersytet Szczeciński) NN104174936 – online: www.frazeologizmy.univ.szczecin.pl.